# Мечник короткокрылый
Ме́чник короткокры́лый (лат. Conocephalus dorsalis) — вид насекомых из семейства кузнечиковых (Tettigoneodea).
Является одним из самых распространённых насекомых из семейства; обитает преимущественно в траве в мокрых местах. Длина в среднем 17 мм. Также является одним из самых маленьких представителей семейства. Имеет ряд отличий от обычных кузнечиков. Относится к категории уязвимых животных.

## Описание
Мечник короткокрылый — один из самых мелких представителей семейства. Размер самца варьируется от 15 до 17 миллиметров; присутствует половой диморфизм. Длина самки составляет до 18 мм, длина яйцеклада 8,5—12 мм. Ноги преимущественно буро-зелёные. Имеет конусовидную голову с очень длинными усами. Эти усы в три раза больше длины тела, в то время как надкрылья и крылья короче брюшка (редко встречаются вполне развитые), часто достигают лишь середины брюшка; редко бывают длиннее. Вершина надкрыльев закруглённая, а крылья значительно короче надкрыльев.

## Охрана
Включен в Красные книги Москвы, Ленинградской и Московской областей.

## Распространение
Встречается в Европе, Турции, на Кавказе, юге Сибири, Казахстане и Алтае.